# Munuza
Munuza (właściwie Usman ibn Abi Nisa) był berberskim dowódcą wojskowym, który brał udział w podboju Hiszpanii w VIII wieku. Źródła opisującego jego losy podają zupełnie sprzeczne informacje, dlatego dokładne odtworzenie jego działalności jest bardzo trudne i postać ta budzi wiele kontrowersji wśród historyków. Nie wiadomo czy część źródeł podaje błędne informacji, czy może chodzi o dwie różne osoby.
Wiadomo że po kampanii przeprowadzonej przez Musę ibn Nusajra w północnowschodniej części Półwyspu Iberyjskiego Munuza został gubernatorem Gijón (choć część historyków twierdzi iż w rzeczywistości zarządzał miastem León). Według źródeł asturyjskich z końca IX wieku Munuza został pokonany i zabity przez siły Pelayo, krótko po bitwie pod Covadonga. Przyczyną wrogości między nim a asturyjskim możnym miała być miłość do Ormesindy, siostry Pelayo. Munuza, wiedząc że chrześcijański szlachcic nigdy nie odda mu swojej siostry dobrowolnie, miał zorganizować spisek w wyniku którego doszło do porwania Ormesindy. Według Kroniki Alfonsa III wydarzenie to było bezpośrednią przyczyną buntu Pelayo przeciwko muzułmańskiemu panowaniu. Rebelianci ogłosili swojego lidera niezależnym władcą i rozbili wojska muzułmańskie wysłane przeciw nim w bitwie pod Covadonga, która jest uznawana za symboliczny początek rekonkwisty. Miało to miejsce w 718 lub 722 roku. Po tej klęsce i najeździe Asturyjczyków na León Munuza prawdopodobnie zbiegł z terenów objętych walkami. Źródła chrześcijańskie podają jednak że został zabity wraz ze swoimi oddziałami w Trubii lub w La Felguera.
Ze źródeł arabskich dowiadujemy się jednak że Berber imieniem Usman ibn Abi Nisa, zwany Munuzą, był dowódcą wojskowym operującym na wschodzie Hiszpanii, w pobliżu Pirenejów. Jego działalność przypadała na drugą połowę lat 20. VIII wieku. Munuza prowadził tu kampanie w wyniku których zajął część ziem leżących we wschodnich Pirenejach, zwanych Cerdanyią. Według jednego ze źródeł Munuza zasłynął tu jako nieprzejednany prześladowca chrześcijan, miał na przykład pogrzebać biskupa Anambadusa żywcem, choć z drugiej strony źródła chrześcijańskie nie wspominają ani o takim biskupie ani o podobnym wydarzeniu. Munuza opanował część Septymanii i Katalonii (lub został nominowany na zarządcę przez gubernatora arabskiej Hiszpanii). Wśród Berberów narastało wówczas poczucie krzywdy wywołane nierównym podziałem łupów i ziem między nimi a Arabami oraz złym traktowaniem ze strony współwyznawców. Być może był to czynnik, który obok osobistych ambicji, pchnął Munuzę do próby zrzucenia zależności od Arabów. Aby umocnić swoją pozycję wobec muzułmańskich przeciwników, zawarł sojusz z księciem Akwitanii, którego przypieczętowaniem był ślub z nieślubną córką sprzymierzeńca. Przez kilka lat Munuzie udawało się zachować niezależność, ale na początku lat 30. VIII wieku został pokonany i zabity przez Abd ar-Rahmana, który podporządkował sobie również zajmowane przez buntownika tereny.